# CiNii
CiNii (/ˈsaɪniː/ ) er en bibliografisk database-service til materiale på japanske akademiske biblioteker med særligt fokus på japanske og engelske tekster publicerede i Japan. Databasen blev grundlagt i april 2005 og drives af National Institute of Informatics. Servicen søger i databaserne indenfor NII (NII Electronic Library Service (NII-ELS) og Citation Database for Japanese Publications (CJP)), såvel som databasen der styres af Japans Nationale parlamentsbibliotek, institutionelle repositorier og andre organisationer.

## Eksterne links
- CiNii på engelsk